# FC Wijtschate
FC Wijtschate was een Belgische voetbalclub uit Wijtschate. De club werd in 1970 opgericht en speelde eerst in het Tornooi van de Westhoek, in 1993 sloot de club aan bij de KBVB met stamnummer 9275.
In 2013 werd de club opgeheven.

## Geschiedenis
FC Wijtschate werd opgericht in 1970 en sloot in 1993 aan bij de KBVB, voordien speelde de club in het Tornooi van de Westhoek.
De club speelde uitsluitend in Vierde Provinciale en eindigde vaak helemaal onderin.
Het succesvolste seizoen van de club was 1999-2000 toen een negende plaats werd behaald in Vierde Provinciale D.
In 2013 werd de club opgedoekt, financiële problemen waren er niet, maar een gebrek aan medewerkers maakte de werking van de club erg moeilijk.